# Ugo Carà
Ugo Carà (Muggia, 26 novembre 1908 – Trieste, 12 dicembre 2004) è stato uno scultore, grafico, designer e architetto di interni italiano, a cui, nel 2006, è stato intitolato il Museo d'arte moderna Ugo Carà di Muggia, che rappresenta l’unico corpus di opere dell'artista.

## Biografia
Ugo Carà (in origine il cognome era Carabaich, dal 1929 italianizzato in Carabei) nasce il 26 novembre del 1908 da Nicolò Carabaich, un medico condotto originario dell'isola di Veglia in Dalmazia, che conobbe a Muggia la futura moglie, Heléne Ladas, nata a Smirne ma di origini cretesi, mentre era ospite degli Strudthoff, i proprietari dei cantieri navali San Rocco.
Inizia a esporre nel 1928 firmandosi Carà e nel 1929 tiene la prima mostra personale ad Atene e, da allora, prende parte alle più importanti rassegne regionali, nazionali e internazionali: Biennale di Venezia, Triennale di Milano, Quadriennale di Roma, Quadriennale di Torino, Universale di Parigi e Bruxelles, Internazionale di Scultura di Carrara, e Mostra della grafica italiana a Tokyo, Los Angeles e Città del Messico. Opere dell'artista sono presenti in musei e collezioni private in Italia e all'estero, dal Museo Revoltella di Trieste alla Galleria d'Arte Moderna di Milano, dal Museo Avgust Černigoj di Lipizza in Slovenia al The Mitchell Wolfson Jr. Collection di Miami, fino al Metropolitan Museum di New York.
L’attività di Ugo Carà si è indirizzata, oltre che alla scultura, alla pittura e alla grafica, anche al design e all’architettura d’interni. Ne sono testimonianza la partecipazione alle Triennali internazionali delle Arti decorative e industriali di Milano e alle mostre di Arte decorativa italiana all'estero. Suoi progetti di arredamento sono stati realizzati dal 1949 al 1963 su famosi transatlantici, e dal 1956 al 1976 ha insegnato arredamento navale e d'interni all'Istituto Statale d’Arte Nordio di Trieste.
Carà viveva a Trieste in via Vasari 2 e lavorava nel suo studio in via dei Leo 6/A. È morto il 12 dicembre 2004 all'età di novantasei anni. Nel 2006, in seguito a una donazione del maestro al Comune di Muggia, è stato inaugurato il Museo d'arte moderna Ugo Carà di Muggia, che rappresenta l’unico corpus di opere dell'artista.